# Sonrisas de Bombay
Sonrisas de Bombay es una organización no gubernamental fundada en 2005 por Jaume Sanllorente que centra su acción en la lucha contra la trata de personas y en favor del respeto hacia los derechos humanos en Nepal, Bangladesh, India y España. 

## Historia
Sonrisas de Bombay fue fundada en 2005 por el periodista y escritor Jaume Sanllorente, tras conocer durante un viaje de vacaciones, la situación de un orfanato de Bombay con graves problemas económicos. El cierre de la institución hubiera propiciado que más de 40 niños y niñas quedaran en la calle.
Así empezó una lucha contra la pobreza. Con el fin de luchar de forma más eficaz contra la trata de personas —uno de los principales problemas que afectan a esta región de Asia— la organización ha ampliado su acción más allá de los barrios más empobrecidos de Bombay y las zonas rurales de sus alrededores, para trabajar en otros tres puntos de la India como son Calcuta, Goa y Pondicherry. Además, Sonrisas de Bombay también trabaja en Nepal y Bangladés, países que comparten frontera con India y que son puntos de origen de muchas de las víctimas de la trata de personas, que terminan explotadas en Bombay y otras ciudades.
En 2021, a raíz de la invasión rusa de Ucrania, el equipo de Sonrisas de Bombay se organizó para trabajar en la frontera donde llegaban los desplazados del conflicto para que no cayeran en manos de mafias de trata de personas. A partir de ese momento, se impulsó un equipo de trabajo contra la trata en España.

## Premios
Sonrisas de Bombay ha recibido varios premios como:
- Premio Tarannà Responsables IV Edición[3]
- Premio Medicina y Solidaridad de DKV Seguros, II Edición (2015)[4]
- Premio T de Telva a la Solidaridad (2009)[5]
- Premio a la Convivencia de la Ciudad Autónoma de Ceuta
- Premio Axuda (2007)[6]